# Bazary
Bazary (biał. Базары; ros. Базары) − wieś na Białorusi, w obwodzie grodzieńskim, w rejonie smorgońskim, w sielsowiecie Zalesie.

## Historia
W czasach zaborów wieś w gminie Krewo, w powiecie oszmiańskim, w guberni wileńskiej Imperium Rosyjskiego. W 1866 roku liczyła 32 dusze rewizyjne, należała do dóbr Migule. W 1905 roku wieś liczyła 100 mieszkańców, 164 dziesięcin.
W latach 1921–1945 wieś leżała w Polsce, w województwie wileńskim, w powiecie oszmiańskim, w gminie Krewo.
W 1931 w 21 domach zamieszkiwały 132 osoby.
Wierni należeli do parafii rzymskokatolickiej w Krewie i prawosławnej w Sućkowie. Miejscowość podlegała pod Sąd Grodzki w Smorgoniach i Okręgowy w Wilnie; właściwy urząd pocztowy mieścił się w Krewie.